# Wumbvu
Wumbvu (auch Wumvu) ist eine Bantusprache und wird von circa 18.300 Menschen in Gabun (Zensus 2000) und vereinzelt der Republik Kongo gesprochen. 
Sie ist in Gabun in der Provinz Ngounié im Departement Louetsi-Wano und in der Republik Kongo in der Region Niari im Grenzgebiet zu Gabun verbreitet.

## Klassifikation
Wumbvu ist eine Nordwest-Bantusprache und gehört zur Kele-Gruppe, die als Guthrie-Zone B20 klassifiziert wird. 